# Пейзан, Катрин
Катрин Пейзан (настоящее имя Анни Рулетт) (фр. Catherine Paysan; 4 августа 1926, Боннетабль, департамент Сарта, Пеи-де-ла-Луар — 22 апреля 2020, Ле-Ман) — французская писательница, поэтесса, сценаристка, лауреат Гран-при литературы Общества писателей Франции (1977) и Гонкуровской премии (2000).

## Биография
Получила педагогическое образование. Учительствовала.
В 18-летнем возрасте опубликовала свой первый сборник стихов Tous deux. Первый её роман был опубликован в 1961 году. С 1974 года посвятила себя исключительно литературной деятельности.

## Творчество
Автор десяти романов и шести автобиографических рассказов, издала два сборника стихов, две театральные пьесы и др. Некоторые её работы были адаптированы для телевидения и кино. В 1972 году фильм по её книге «Огни Сретенья» был включён в число номинантов на приз «Золотая пальмовая ветвь» Каннского кинофестиваля.

## Награды
Обладатель многих наград. В 1967 году награждена французской литературной премией Prix des Libraires за свой роман Les Feux de la Chandeleur («Огни Сретенья»). Гонкуровская премия за рассказ «Les Désarmés» (2000).
Была кавалером (1992) и офицером ордена Почётного легиона (2010), кавалером ордена «За заслуги» (2007) и Ордена Искусств и литературы .

## Память
- Школа в Боннетабле носит её имя.

## Избранные произведения
Романы
- Nous les Sanchez, Denoël (1961) — Гран-при Общества французских писателей
- Histoire d’une salamandre (1963)
- Je m’appelle Jéricho (1964)
- Les Feux de la Chandeleur, Denoël (1966) — prix des Libraires
- Le Nègre de Sables, Denoël (1968)
- L’Empire du taureau, Denoël (1974)
- Le Clown de la rue Montorgeuil, Denoël (1978)
- Dame suisse sur un canapé de reps vert, Grasset (1981)
- Le Rendez-Vous de Strasbourg, Denoël (1984)
- La Route vers la fiancée, Albin Michel (1992)
- La Prière parallèle, Albin Michel (2003)

Автобиографические романы
- Comme l’or d’un anneau, Denoël (1971), Albin Michel (2004), Приз Сюлли-Оливье де Серре
- Pour le plaisir, Denoël (1976)
- La Colline d’en face, Balland (1987)

Эссе
- Les Faiseurs de chance, Denoël (1963), prix des Écrivains de l’Ouest
- Les Désarmés, Albin Michel (2000)
- La prière parallèle (2003)

Поэмы
- Écrit pour l'âme des cavaliers, Favre (1956)
- 52 poèmes pour une année, Édition de l’Atelier (1989), Гран-при Общества французских поэтов

Театральные пьесы
- Les oiseaux migrateurs (1969)
- Attila Dounai (1983)

Сценарии кинофильмов
- Империя быка (1997)
- L’histoire du samedi(сериал, 1995-…)
- Histoire d’une salamandre (1977)
- Огни Сретенья (1972)
- Ох, уж этот дед!(1968)